# Орден Перемоги імені Святого Георгія
Орден Перемоги імені Святого Георгія — державна нагорода Грузії, заснована рішенням Парламенту Грузії № 218 від 24 червня 2004 для нагородження за значний внесок у досягнення перемоги для Грузії.

## Положення про нагороду
Орден Перемоги імені Святого Георгія вручається «за особливий внесок у перемоги, досягнуті для Грузії», володар цієї нагороди отримує грошову премію у розмірі 300 мінімальних зарплат.

## Нагороджені
1. Джордж Вокер Буш, 43-й президент США (10 травня 2005)[1][2]
2. Джон Маккейн, сенатор США (28 серпня 2006)[2]
3. Іраклій Кутателадзе, офіцер поліції (28 червня 2007, посмертно)[3]
4. Зураб Ногаїделі, колишній прем'єр міністр Грузії (16 листопада 2007)[4]
5. Валдас Адамкус, 6-й Президент Литовської Республіки (23 листопада 2007)[5]
6. Лех Качинський, 8-й Президент Польщі (23 листопада 2007)[6]
7. Вахтанг Кікабідзе, естрадний співак, кіноактор (22 липня 2008)[7]
8. Автанділ Ломидзе, майор (17 вересня 2008)[8]
9. Георгій Мартою, капрал (17 вересня 2008)[8]
10. Вітаутас Ландсберґіс, депутат Європарламенту, литовський політик (10 березня 2009)[9]
11. Ельдар Шенгелая, кінорежисер (12 квітня 2009)[10]
12. Деві Чанкотадзе, генерал-майор, начальник Об'єднаного штабу Збройних Сил Грузії (20 квітня 2009)[11]
13. Давид Наїрашвілі, бригадний генерал, заступник начальника Об'єднаного штабу Збройних Сил Грузії (20 квітня 2009)[11]
14. Пятрас Вайтєкунас, колишній міністр закордонних справ Литви (7 серпня 2009)[12]
15. Джо Байден, 47-й віце-президент США (22 липня 2009)[2]
16. Джон Теффт, посол США в Грузії (2005—2009) (3 вересня 2009)[13]
17. Віктор Ющенко, 3-й президент України (19 листопада 2009)[14]
18. Валдіс Затлерс, 7-й президент Латвії (9 грудня 2009)[15]
19. Тоомас Гендрік Ільвес, 4-й президент Естонії (20 січня 2010)[16]
20. Март Лаар, парламентарій, колишній 3-й і 7-й прем'єр-міністр Естонії (21 січня 2010)[17]
21. Річард Голбрук, спецпредставник США в Афганістані та Пакистані (16 грудня 2010, посмертно)[18]
22. Джо Ліберман, сенатор від штату Коннектикут (13 січня 2011)[19]
23. Анрі де Ренкур, міністр Франції з питань співробітництва (18 червня 2011)[20]
24. Ломая Олександр, постійний представник Грузії в ООН (7 липня 2011)[21]
25. Ніколя Саркозі, 23-й президент Французької Республіки (7 жовтня 2011)[22]
26. Вацлав Гавел, чеський письменник та державний діяч (10 жовтня 2011)[23]
27. Кшиштоф Лісек, польський депутат Європейського парламенту (25 листопада 2011)[24]
28. Георгій Карбелашвілі, заступник міністра економіки та сталого розвитку Грузії (15 січня 2012)[25]
29. Вано Мерабішвілі, міністр внутрішніх справ Грузії (7 травня 2012)[26]
30. Ромаз Ніколаішвілі, міністр інфраструктури та регіонального управління Грузія (26 травня 2012)[27]
31. Білл Клінтон, 42-й Президент США[28]
32. Андрій Ілларіонов, російський державний діяч і економіст (9 жовтня 2013)[29].